# Пузави љутић
Пузави љутић или пузави жабњак (лат. Ranunculus repens) је врста љутића. 

## Опис биљке
То је вишегодишња биљка која може да нарасте и до пола метра, а из чијег доњег дела стабла расту полегле столоне са лишћем и корењем по чему је врста и добила назив.
Стабло је зељасто, усправно и разгранато. Ризом је кратак и понекад из њега избијају столоне.
Листови су потпуни и троделни — неправилно крупно изрезани. Горњи листови су једноставнији, а највише постављени су седећи. Листови су без залистака.
Цветови су до три центиметра у пречнику и постављени на дугим, длакавим дршкама. И чашичних и круничних листића има пет. Чашични су јајасти и длакави и прилегли уз круницу. Крунични листови су златне боје и дужи су од чашичних. Гинецеум је апокарпан, издигнут на лоптастој ложи, а многобројни прашници су спирално распоређени.
Плод је орашица, пречника око 3 мм, округлог облика, спљоштене и голе и ситно истачкане.

## Станиште и ареал
Распрострањена је на свим континентима Старог света, али се може наћи и у Северној Америци. Насељава углавном влажна места од низије до субалпског појаса.

## Значај
Једна је од ретких врста свог рода која није отровна, али као крмна биљка је слабог квалитета.